# 德拉雅大屠杀
德拉雅屠杀是叙利亚内战期间发生于叙利亚大马士革农村省德拉雅的一起屠杀，时间为2012年8月20日至25日。

## 背景
自从叙利亚内乱爆发以来，位于大马士革附近的德拉雅一直是针对政府的抗议示威活动的热点地区。在当局逮捕数百人之后，当地人拿起了武器。在大屠杀开始前两个月，警察和国家情报机构撤出了该市。
在政府安全部门撤出该市之后，3000名叙利亚自由军（FSA）成员进入了德拉雅，这使得德拉雅成为了FSA的一个重要据点。德拉雅的战略位置很重要，该市坐落于Mezze军用机场的边缘，而Mezze机场被政府军用来发动对反对派控制区的空袭。反对派武装和当地居民声称反对派武装在德拉雅使用迫击炮和火箭弹对Mezze机场发动袭击。此外，在政府军发动进攻之前几天，反对派武装声称他们打死了30名政府军士兵，当时反对派武装袭击了城外的一处政府军检查站。
根据当地居民的说法，政府军的进攻发生于一场双方关于交换战俘的谈判失败之后。2012年8月20日，德拉雅遭到炮击，之后，数百名政府军士兵在直升机和装甲车的支援下攻入了德拉雅，且只遭遇了轻微抵抗。当地最后的反对派武装在面对政府军的推进之后撤出了该市，而活动人士担心当地的年轻男子会因为被怀疑是反对派武装而被政府军处决。

## 事件经过
8月25日，据报道城内有200具尸体被发现。大部分死者似乎是因为遭到处决而死的。叙利亚人权观察组织（SOHR）报道称在政府军对该市的进攻中死亡人数达到了270人， 死者中包括反对派武装、妇女和儿童。这些死者中，有40到50具尸体是在一座清真寺附近被发现的。 80名死者被甄别为平民，其余的还无法判定。城内的一名活动人士声称他看到一名8岁的小女孩被政府军狙击手打死。 当地居民声称政府军以及沙比哈民兵对一些街道展开了2到3次的突袭行动。在某些事例中，这些人在进入居民家中是要求居民款待他们，但在离开之后会将主人杀害。一名该市的发言人说：“我们在Abu Suleiman Derane清真寺找到了超过100具尸体，并从街上和住宅中搜集了超过200具尸体。我们将尸体埋在一处大型集体坟墓中，因为该市的墓地都已经满了。当局政府杀害了整个家庭，以达到惩罚我们的墓地。”一名GlobalPost网站的记者将德拉雅描绘为是一座充满“亡魂和死尸”的城市。
反对派武装声称在FSA离开该市之后，政府军与沙比哈民兵一道进入了该市，对居民住宅进行突袭并逮捕了很多人，并将这些人带往一些控制建筑物的地下室。根据反对派的说法，在那里这些囚犯遭到处决。反对派还说在大马士革的另一个郊区Moadamyeh al-Sham，还有数十人被杀。SOHR声称总计有320人被杀。当局政府对该市的攻势开始于政府军对德拉雅的包围，因此阻断了居民外逃的可能性。之后数天政府军对该市进行了连续数天的炮击，最后开始对居民住宅进行挨家挨户的搜查，这一搜查行动最终导致了大规模处决。在一段视频中，活动人士称视频中所展现的集体坟墓是第五座并且是左后一座埋葬死者的坟墓，在坟墓角落附近，有两具儿童的遗体。一名居民说：“阿萨德总统的军队冷血无情的杀害了他们……我看见数十具尸体，这些人被卡拉什尼科夫步枪上的刺刀杀死，或者被直接枪杀。政府军有时处死了整个家庭，父亲、母亲和他们的孩子。政府军毫无理由地杀害了这些人。
8月29日，英国独立报记者罗伯特•菲斯特进入该镇并与当地居民交谈，其中在采访一些居民时没有受到叙利亚官员的监视。当地居民给出了一些与西方媒体不同的消息。一些人声称叙利亚自由军最起码和一部分屠杀事件有关，他们屠杀了亲政府的平民和退役士兵。他们还声称他们的住宅被反对派武装占用，在部分情况下还被反对派摧毁。还有一些居民声称他们不知道谁需要对屠杀负责。

## 后续事件
在屠杀过后，政府军撤到了该市外围，而城内幸存的居民能够对该市进行彻底搜寻，他们在一处地下室发现了120具尸体。亲政府的电视台播出了关于死者的录像，其中包括妇女和儿童，电视台宣称“恐怖分子”是屠杀的幕后黑手。一名反对派的活动人士声称在8月27日，政府军重返了德拉雅的部分街区，并展开突击行动，导致一些居民丧生。

## 国际社会的反应
联合国 ——联合国秘书长潘基文声称这场大屠杀是“令人发指和残暴的罪行” 并呼吁对这起屠杀立刻开展独立调查。联合国人权事务高级专员纳维•皮莱表示她对“关于在德拉雅屠杀的报道深感震惊”并督促“对这一事件展开迅速且透明的调查”，同时还批评叙利亚政府军使用重武器、无差别的炮击以及推倒一些居民住宅的行为，并警告称这些行为“将会被定为战争罪以及反人类罪”。
 埃及 —— 埃及总统穆尔西呼吁叙利亚政府的盟国帮助将阿萨德政权赶下台。在开始对中国和伊朗的访问前，穆尔西第一次接受了国际新闻媒体的采访，他对路透社说：“现在是结束这场屠戮、恢复叙利亚人民所有权利并推翻这个肆意杀害平民的政权的时候了。”